# Нидерлаух
Нидерлаух (њем. Niederlauch) општина је у њемачкој савезној држави Рајна-Палатинат. Једно је од 235 општинских средишта округа Ајфелкрајс Битбург-Прим. Према процјени из 2010. у општини је живјело 49 становника. Посједује регионалну шифру (AGS) 7232276.

## Географски и демографски подаци
Нидерлаух се налази у савезној држави Рајна-Палатинат у округу Ајфелкрајс Битбург-Прим. Општина се налази на надморској висини од 480 метара. Површина општине износи 0,8 km². У самом мјесту је, према процјени из 2010. године, живјело 49 становника. Просјечна густина становништва износи 62 становника/km².